# Cerro Portachuelo (Cojedes)
El Cerro Portachuelo es una formación montañosa ubicada en el Municipio Tinaquillo, estado Cojedes, Venezuela. A una altitud promedio de 662 m s. n. m., el Cerro Portachuelo es una de las montañas más altas en Cojedes.

## Ubicación
El Cerro Portachuelo es parte de una región montañosa del extremo este de la ciudad de Tinaquillo, al norte de Cojedes.